# دانشگاه رن ۱

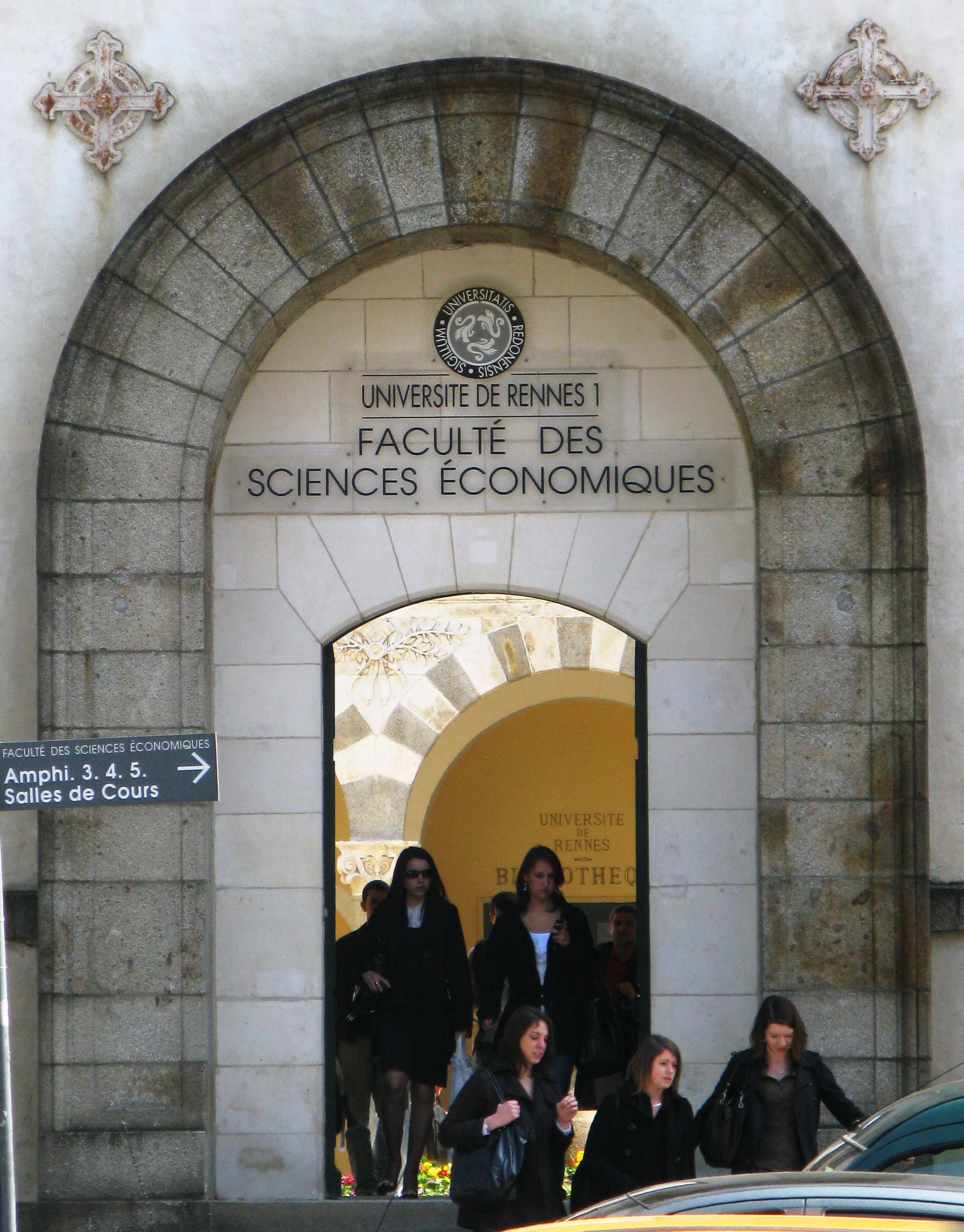
ورودی دانشکده اقتصاد

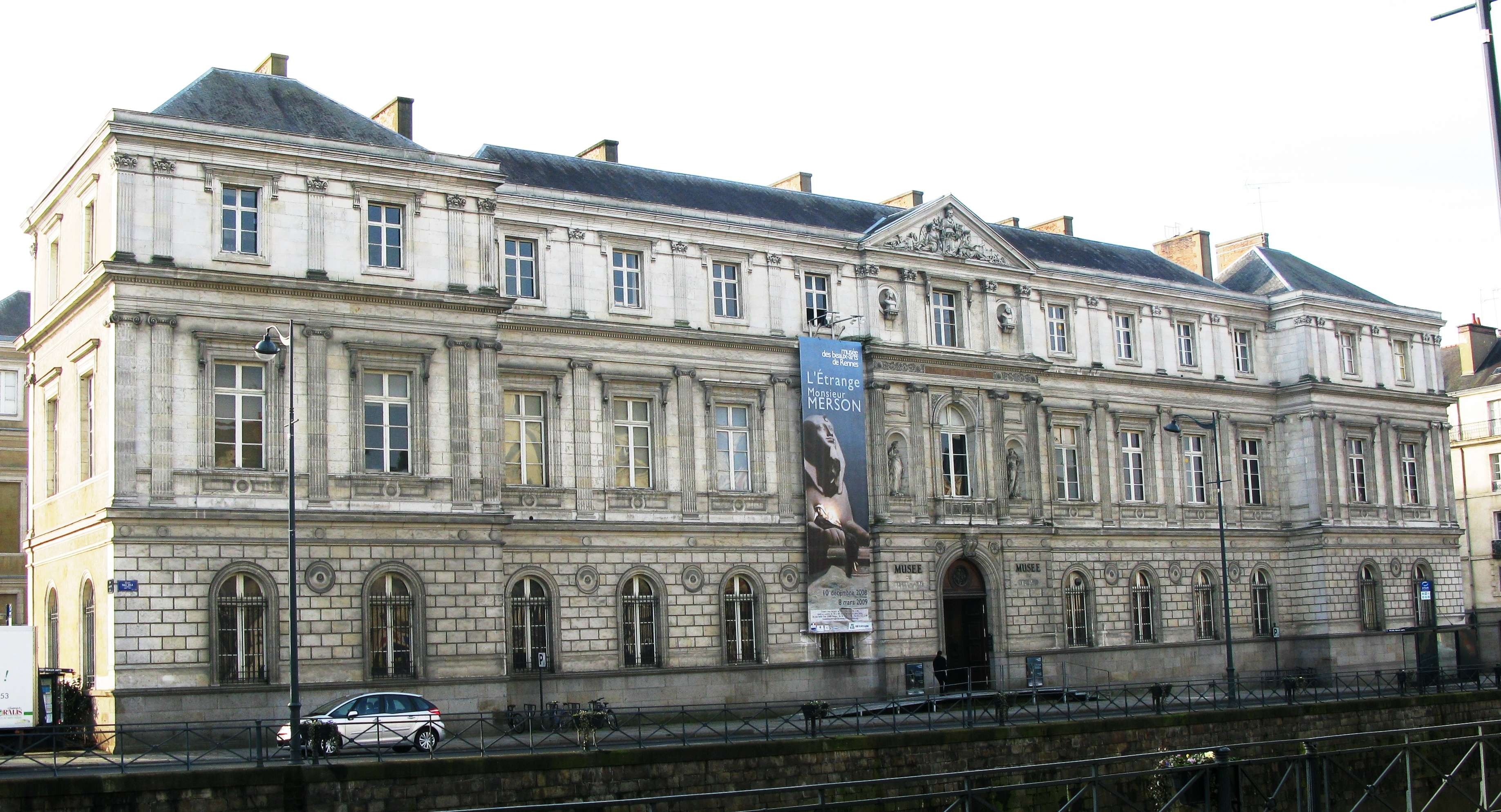
یکی از ساختمان‌های قدیمی دانشگاه رن که امروزه به صورت موزه درآمده است.

دانشگاه رن ۱ یکی از دو دانشگاه در شهر رن فرانسه (در حیطه بریتانی فرانسه) و دانشگاه اصلی این شهر است. این دانشگاه از قدیمی‌ترین و معتبرترین دانشگاه‌های این کشور نیز به‌شمار می‌آید. مهم‌ترین دانشکده‌های این دانشگاه، دانشکده مدیریت، اقتصاد، حقوق، تکنولوژی و فلسفه است.
تاریخچه تأسیس این دانشگاه به سال ۱۴۶۱ بر می‌گردد. در حال حاضر ۲۶۰۰۰ دانشجو در حال تحصیل در این دانشگاه می‌باشند و بیش از ۱۷۰۰ استاد مشغول به تدریس در این دانشگاه هستند.

## تاریخچه

### تأسیس دانشگاه بریتانی
در سال ۱۴۶۰ میلادی، دانشگاه رن ۱ به درخواست دوک بریتانی فرانسیس دوم و توسط پاپ با نام دانشگاه بریتانی در شهر نانت فرانسه تأسیس گردید. گرچه در سال ۱۷۲۸ و به درخواست شهردار شهر نانت، ژرالد میر، این دانشگاه به شهر رن تغییر مکان داد.

## چهره‌های سرشناس

### فارغ التحصیلان
- میشل Boiron (متولد ۱۹۲۵) دکتر
- Jean-Michel Boucheron (1948), سیاستمدار،
- ایو Cochet, (1946) ریاضیدان، سیاستمدار،
- ایو Coppens (1934), دانشگاهی، سرشناس
- Alexandre Léontieff (1970) سیاستمدار سابق.[۲]